# Кесонні гірничі роботи

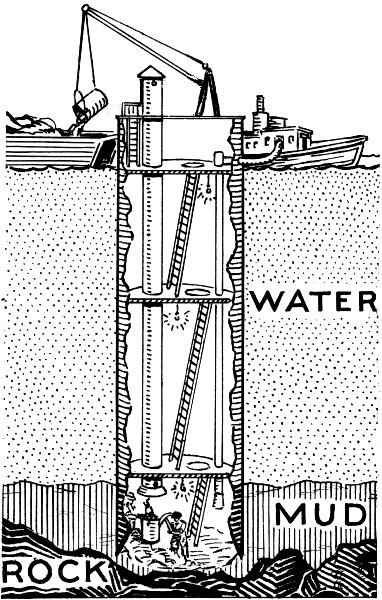
Використання кесонів для підводних гірничих робіт

Кесонні гірничі роботи (рос. кессонные горные работы, англ. caisson mining, нім. bergmännische Caissonarbeiten f pl , Caissonverfahren n pl) — гірничі роботи, що проводяться під підвищеним або нормальним тиском повітря при проходженні стволів і тунелів у вологонасичених нестійких породах під захистом опускного кесона.